# École secondaire No. 13 de Riga
 (mai 2014).
L'École Secondaire No. 13 de Riga (fréquemment appelée L'École No. 13) est l'un des établissements d'éducation les plus reconnus de la République de Lettonie fondée en 1951.
Elle a le statut d'établissement public d'enseignement secondaire placé sous la tutelle de la Mairie de Riga.

## Histoire
Le bâtiment historique de l'École a été conçu par l'architecte letton Janis PUPOLS, consulte par le professeur BIRZNIEKS. L'étape pratique de la construction a été réalisé par l'ingénieur Aleksandrs SOROKINS. L'École a ouvert ses portes le 1er septembre 1951.
Pendant les années 1957 – 1964 l'École était connu sous le nom d'École polytechnique de travail No. 13 de Riga.

## Mission, statuts et organisation

### Gouvernance
L'École a été dirigé par les directeurs:
1. M. N. GENDRIKS (1951 – 1958),
2. Mme  N. LIKSAŠINA (1958 – 1962),
3. Mme  J. CELOVA (1962 – 1970),
4. Mme  M. KURAŠOVA (1970 – 1979),
5. Mme  N. DŅEPROVSKA (1979 – 1983),
6. M. I. FREIDENFELDS (1983 – 1984),

Depuis 1984 et maintenant l'École est dirigé par la directrice Mme Ludmila KRUTIKOVA.
Le directeur de l'École est aidé par les directeurs adjoints chargés des plusieurs aspects de la formation : des études scolaires, de la mission d'enseignement facultatif, de l'économie et des finances, ainsi que des technologies d'informatique et de la communication.
L'Administration de l'École est assuré aussi par le Conseil de l'École (ou sont présentés les représentants d'administration de l'École, les professeurs, les parents d'élèves et les membres du Conseil des élèves).
Conseil des élèves est une institution publique qui organise la vie sociale de l'École (soit les concerts, les séminaires, les cours facultatifs, les événements culturels et sportifs).

### Éducation
L'École réalise plusieurs programmes d'éducation secondaire (ainsi que les programmes pour les nations minoritaires):
- Programme de l’Enseignement Basique Générale;
- Programme de l’Enseignement Basique en domaine de Mathématiques, des Sciences et Technologies[2];
- Programme de l’Enseignement Secondaire Générale;
- Programme de l’Enseignement Secondaire Générale en domaine de Mathématiques, des Sciences et Technologies (Mathématiques, Informatique, Langues étrangères)[3];

Cinq langues sont étudiés dans le cursus scolaire: le letton (la langue officielle), l'anglais, le français, le russe et l'allemand.
En 2007, l'École a reçu le Certificat International de la Qualité de l'Enseignement IES de la Société Internationale d'éducation (International Education Society Ltd., Londres)
Les étudiants de l'École Secondaire No. 13 de Riga sont toujours concurrentiels au marché du travail international.

## L'École aujourd'hui
L’atmosphère de travail à l'École est très favorable aux élèves, toutes les salles sont confortables, avec l’équipement moderne ; le territoire de l’École est gardé par le service de sécurité.
Toutes les salles de l’École sont équipées des ordinateurs et des projecteurs. Plusieurs salles sont équipées des tableaux interactifs, caméras de documents et d’autres installations TIC.
Le grand gymnase, la petite salle gymnastique et la cantine sont aussi bien équipées. La magnifique Salle des fêtes est destiné pour les fêtes, les cérémonies d’honneur et les activités extra-scolaires.
La bibliothèque de l'École dispose de plus que 2200 manuels scolaires et plus que 11820 livres de belles-lettres et fiction, ainsi que le système multimédia. La bibliothèque est accessible chaque jour pour tous les élèves.
L’École utilise le journal électronique MYKOOB ou les parents et les élèves ont la possibilité de voir ses notes, les programmes éducatifs, les devoirs et d’autre information. La vestiaire de l’École est très confortable — chaque étudiant a son propre casier.
Pendant les vacances d’été, dans l’École fonction le camp des vacances «Lūcija».

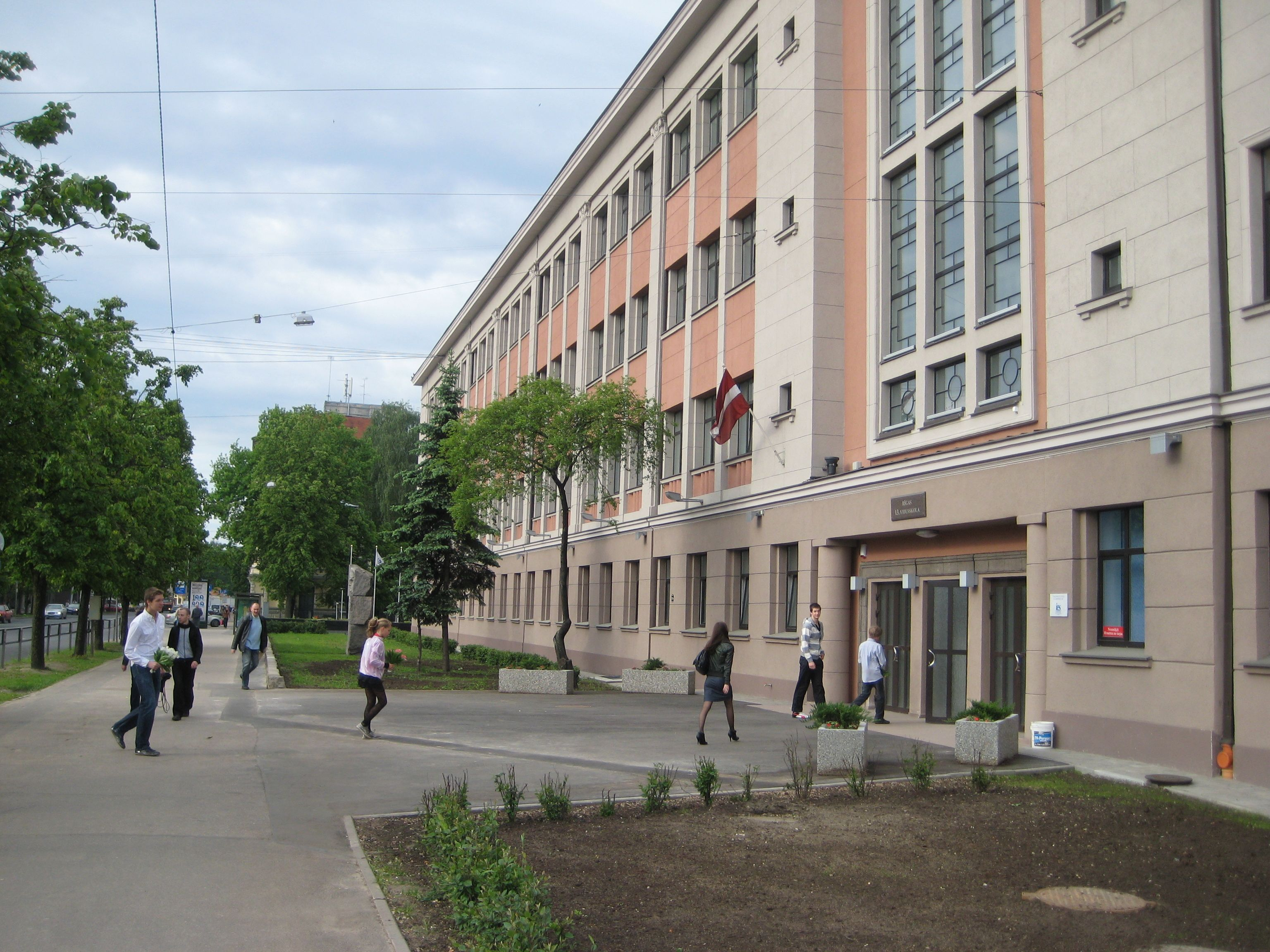
L'entrée principale de l'École secondaire No. 13 de Riga
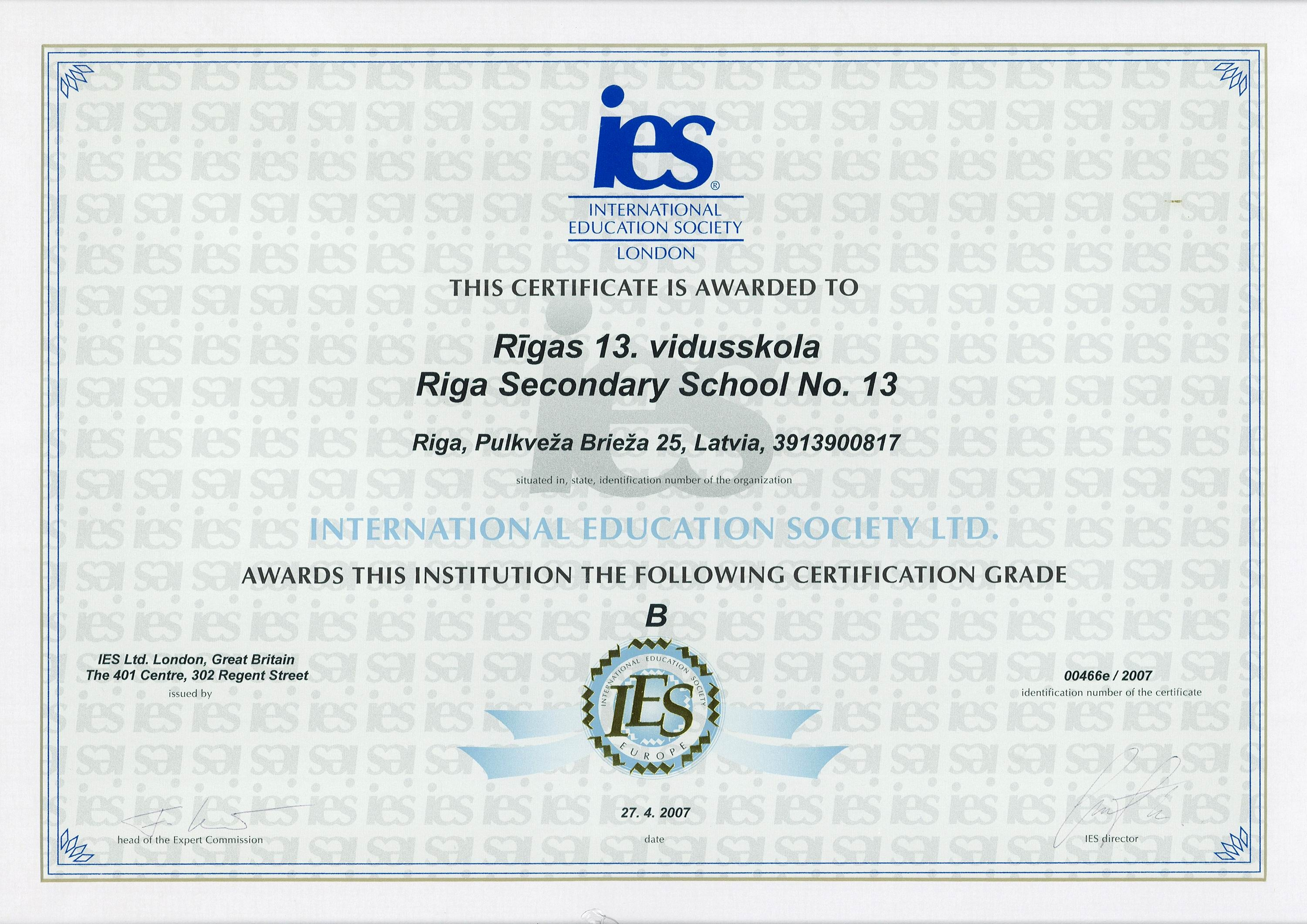
Certificat international IES
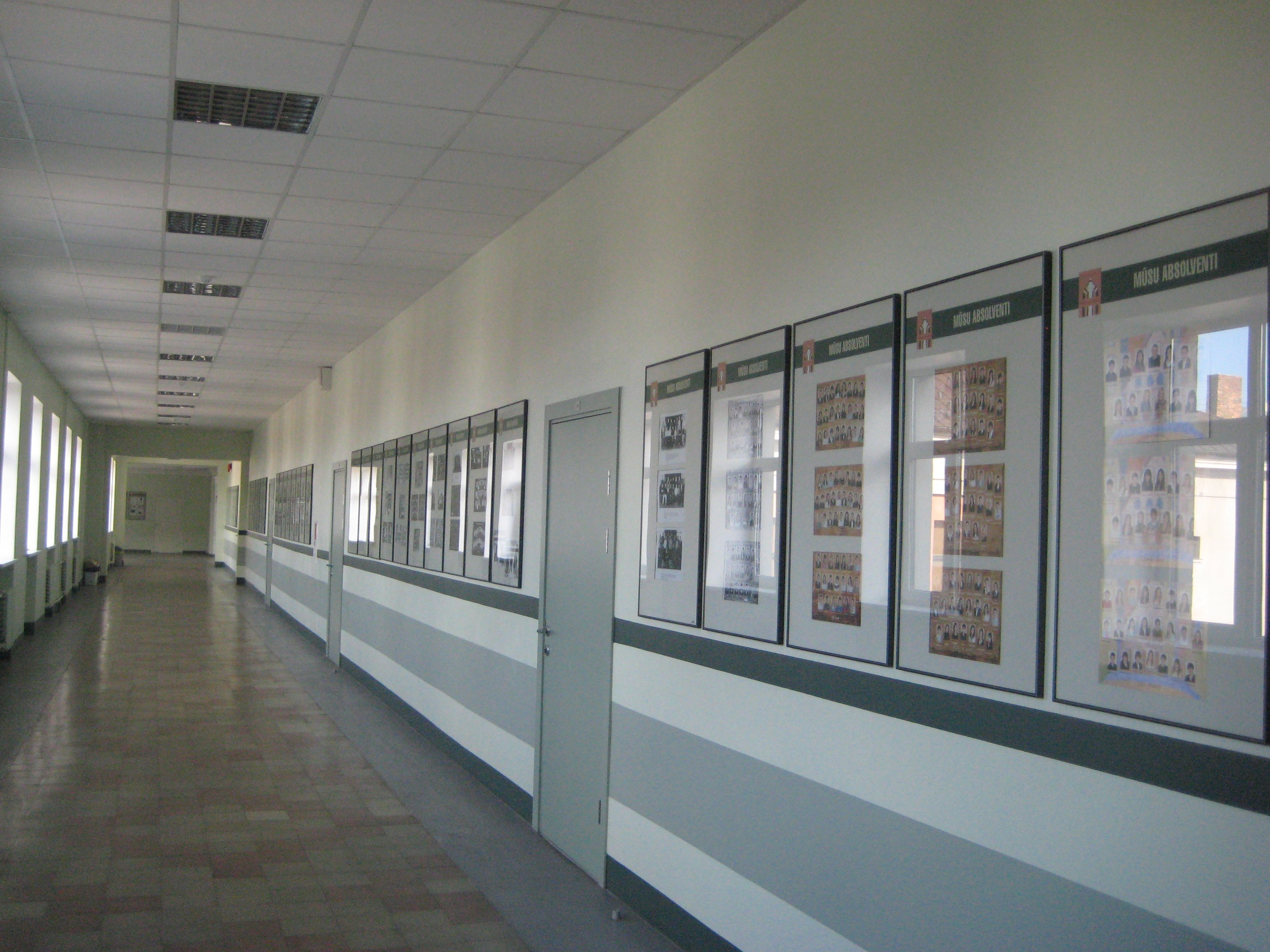
Couloirs de l'École No. 13
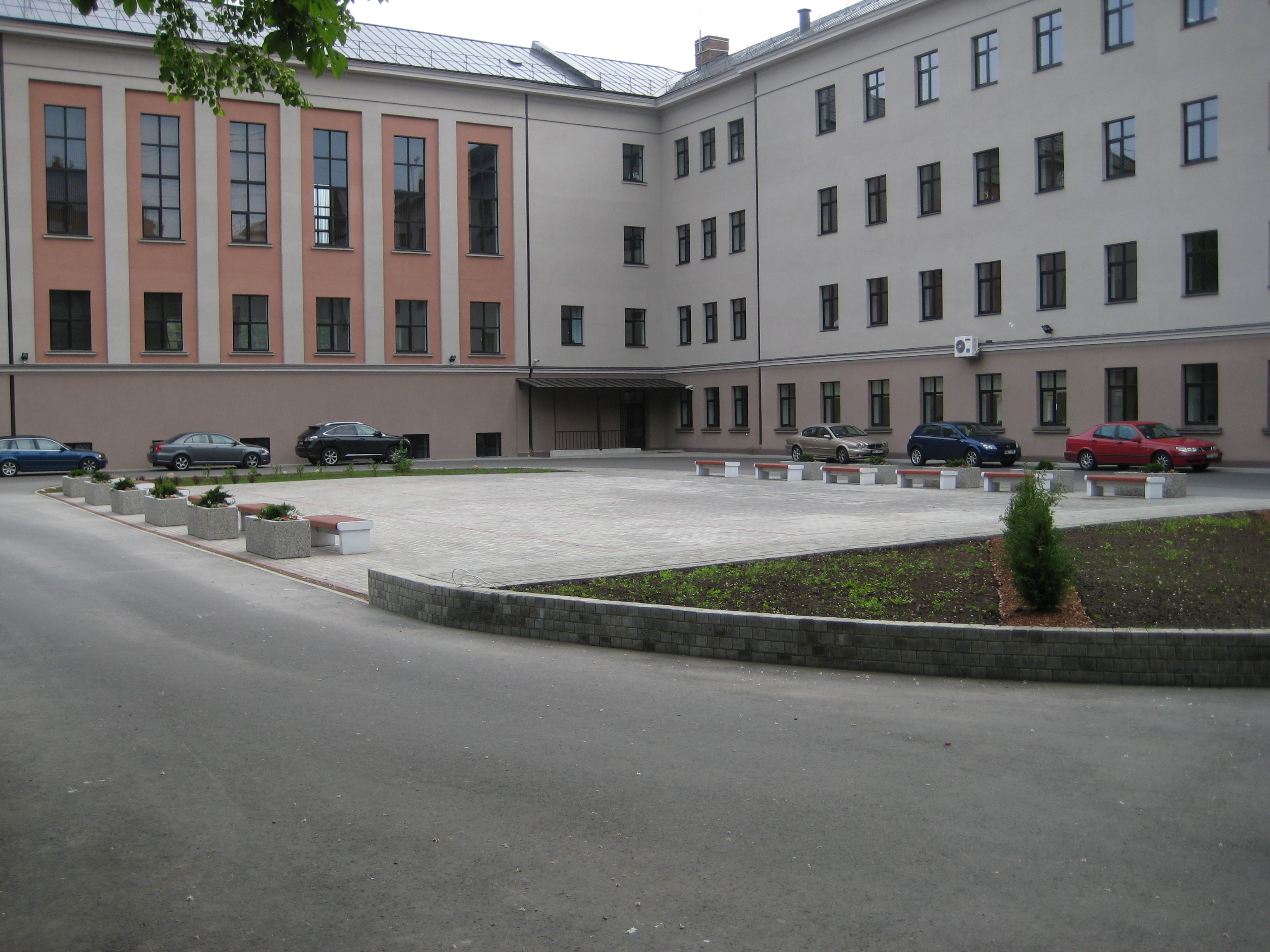
La cour intérieure de l'École
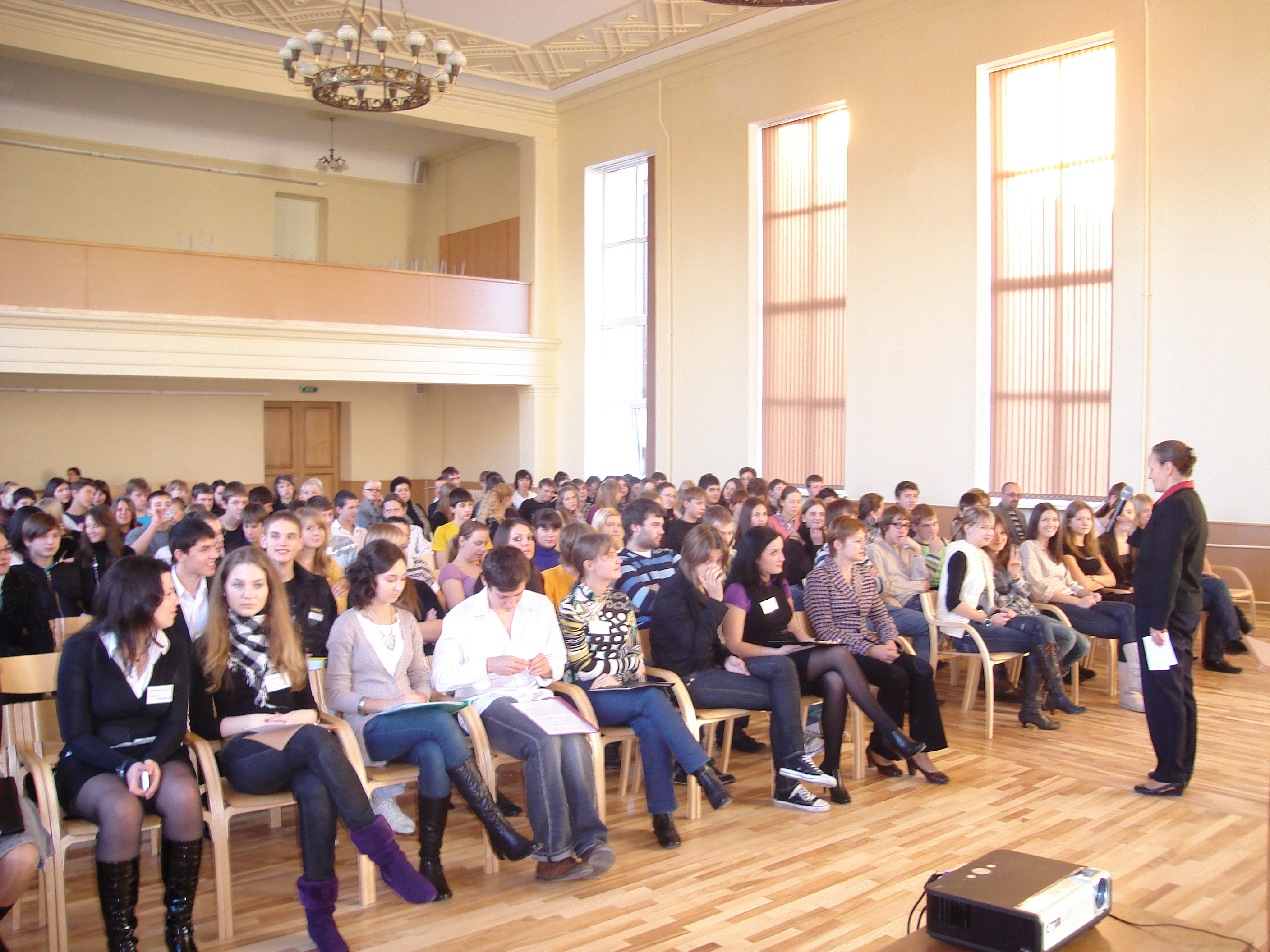
La conférence scientifique des élèves de l'École secondaire No. 13 de Riga
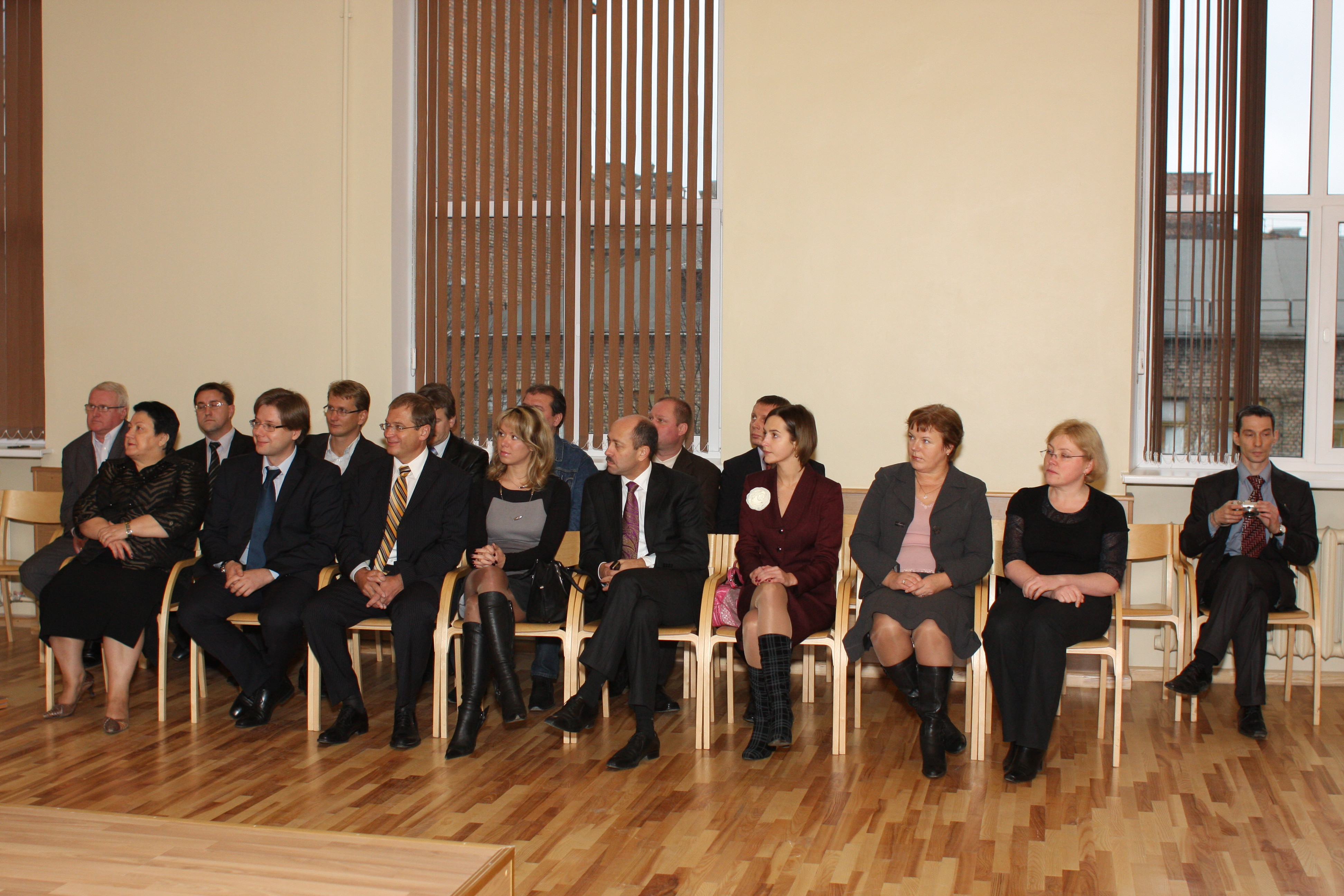
Visite officielle du maire de Riga Monsieur Nils UŠAKOVS à l'École No. 13 de Riga